# 2022 JO1 1ST ARENA LIVE TOUR ‘KIZUNA’
『2022 JO1 1ST ARENA LIVE TOUR ‘KIZUNA’』（2022 ジェイオーワン ファースト アリーナ ライブ ツアー キズナ）は、日本のグローバルボーイズグループ・JO1の映像作品。
2023年3月15日にDVDとBlu-rayで発売された。

## 概要
2022年9月から10月に開催されたJO1初のアリーナツアー「2022 JO1 1ST ARENA LIVE TOUR ‘KIZUNA’」より、追加公演・有明アリーナでの最終公演を収録。
DVDとBlu-rayにそれぞれ通常盤とFC限定盤が存在し、計4形態で発売。FC限定盤には、映像特典としてツアービハインドを特別収録。
オリコンDVDランキング（3月14日付）で1位を獲得した。
追加公演前に披露されていた「MONSTAR」「ALL HOURS」は未収録となった。
日替わりで披露されたユニット曲「Dreamer」「ICARUS」「So What」は未収録となったが、初回生産分封入のシリアルナンバー特典として、応募者全員に期間限定でストリーミング視聴が可能だった。

## ライブ
同年5月にリリースした2ND ALBUM「KIZUNA」のタイトルを冠したJO1初のアリーナツアーであり、全編生バンド編成での演奏。
追加公演含む5都市13公演で11万人を動員した。
9月22日の福岡公演ではライブストリーミング配信が行われ、6thシングル「MIDNIGHT SUN」より「SuperCali」が初披露された。
|    | 開催日   | 開演  | 場所                            | 備考                     |
| -- | -------- | ----- | ------------------------------- | ------------------------ |
| 1  | 9月3日   | 18:30 | 愛知 AICHI SKY EXPO ホールA     |                          |
| 2  | 9月4日   | 17:00 | 愛知 AICHI SKY EXPO ホールA     |                          |
| 3  | 9月10日  | 13:00 | 大阪 丸善インテックアリーナ大阪 |                          |
| 4  | 9月10日  | 18:30 | 大阪 丸善インテックアリーナ大阪 |                          |
| 5  | 9月11日  | 17:00 | 大阪 丸善インテックアリーナ大阪 |                          |
| 6  | 9月17日  | 18:30 | 神奈川 ぴあアリーナMM           |                          |
| 7  | 9月18日  | 18:30 | 神奈川 ぴあアリーナMM           |                          |
| 8  | 9月19日  | 13:00 | 神奈川 ぴあアリーナMM           |                          |
| 9  | 9月21日  | 18:30 | 福岡 マリンメッセ福岡A館        |                          |
| 10 | 9月22日  | 18:30 | 福岡 マリンメッセ福岡A館        | ライブストリーミング配信 |
| 11 | 10月22日 | 13:00 | 東京 有明アリーナ               | 追加公演                 |
| 12 | 10月22日 | 18:30 | 東京 有明アリーナ               | 追加公演                 |
| 13 | 10月23日 | 16:00 | 東京 有明アリーナ               | 追加公演                 |

## 収録内容

### 本編
1. Move The Soul
2. Born To Be Wild
3. Algorithm
  - 2023年1月30日に公式YouTubeで公開された[4]。
4. YOLO-konde
5. Walk It Like I Talk It
6. Shine A Light
7. 僕らの季節
  - 追加公演前では「MONSTAR」が披露されていた。
8. Running
  - 川尻・鶴房・與那城のユニット。
  - 川西・河野・豆原の「Dreamer」と日替わりで披露された。
9. Get Inside Me
  - 大平・川西・木全・河野のユニット。
  - 川尻・金城・佐藤・白岩の「ICARUS」と日替わりで披露された。
10. KungChiKiTa (JO1 ver.)
  - 金城・佐藤・白岩・豆原のユニット。
  - 大平・木全・鶴房・與那城の「So What」と日替わりで披露された。
11. Be With You (足跡)
  - 追加公演前では「君のまま」が披露されていた。
12. ZERO
13. 流星雨
  - 追加公演前では「僕らの季節」が披露されていた。
14. SuperCali
  - 9月22日の福岡公演から追加された。
15. 無限大
  - 2023年1月13日に公式YouTubeで公開された[5]。
16. La Pa Pa Pam
17. Rose
  - 追加公演から追加された。
18. Speed of Light
19. OH-EH-OH
  - 追加公演前では前曲との間に「ALL HOURS」が披露されていた。
20. GrandMaster (JO1 ver.)
21. REAL

### ENCORE
1. Dreaming Night
2. STAY
3. Touch!
4. My Friends
5. Run&Go
  - 5曲がメドレー形式で披露された。
  - 「STAY」は追加公演から追加。
6. With Us
  - 2023年3月15日に公式YouTubeで公開された[6]。

### DOUBLE ENCORE
1. 君のまま
  - 追加公演最終日のみ特別にダブルアンコールとして披露された。